# الدوري اللاتفي الممتاز 1929
الدوري اللاتفي الممتاز 1929 (باللاتفية: 1929. gada Latvijas futbola Virslīgas sezona)‏ هو الموسم 9 من الدوري اللاتفي الممتاز. أشرف على تنظيمه اتحاد لاتفيا لكرة القدم، وكان عدد الأندية المشاركة فيه 5، وفاز فيه Olimpia Liepaja ‏.